# Davidijordania yabei
Davidijordania yabei és una espècie de peix de la família dels zoàrcids i de l'ordre dels perciformes.

## Morfologia
- Els mascles poden assolir 15,7 cm de longitud total.
- Nombre de vèrtebres: 118-125.[4]

## Hàbitat
És un peix marí i de clima temperat que viu entre 2-80 m de fondària.

## Distribució geogràfica
Es troba al Japó.

## Observacions
És inofensiu per als humans.